# Hiriko Driving Mobility

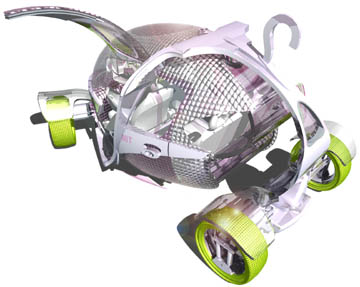
CitiCar – wczesny projekt

Hiriko Driving Mobility – dawny hiszpański producent elektrycznych mikrosamochodów z siedzibą w Vitoria-Gasteiz działający w latach 2010–2013.

## Historia

### Początki
Idea elektrycznego mikrosamochodu dostosowanego do poruszania się po zakorkowanych arteriach metropolii pojawiła się w styczniu 2001 roku na amerykańskim Massachusetts Institute of Technology, gdzie grupa studentów w ramach instytutu MIT Media Lab pod kierownictwem Williama Mitchella rozwinęła projekt o nazwie CityCar. Po jego śmierci, prace nad pojazdem przejęła inicjatywa w hiszpańskim Kraju Basków, gdzie w mieście Vitoria-Gasteiz w 2010 roku powstało przedsiębiorstwo Hiriko Driving Mobility. W ramach tamtejszego parku technologicznego, rozpoczęto dalsze prace nad elektrycznym mikrosamochodem ze zmiennymi wymiarami nadwozia, z finansowaniem zapewnionym przez hiszpański rząd w wysokości 15 milionów euro. Nazwa hiriko pochodzi z języka baskijskiego i oznacza w nim miasto.
Efektem prac nad elektrycznym mikrosamochodem był model Hiriko Fold, który w styczniu 2012 roku przedstawiony został w postaci przedprodukcyjnego, gotowego do tego procesu egzemplarza ówczesnemu przewodniczącemu Komisji Europejskiej, José Manuelowi Barroso. W grudniu tego samego roku firma zapowiedziała plany przedstawienia w 2013 roku podczas Geneva Motor Show produkcyjnego modelu, który docelowo ma być oferowany nie tylko z myślą o mieszkańcach zakorkowanych metropolii w Europie, ale i na terenie Stanów Zjednoczonych. Rozpoczęcie produkcji wyznaczono wówczas z kolei na drugą połowę 2013 roku, z ceną za podstawowy egzemplarz w wysokości 12 500 euro i początkiem dostaw pierwszych egzemplarzy na początku 2014 roku. Oprócz nabywców prywatnych, Hiriko planowało także dystrybucję swojego mikrosamochodu w ramach usługi car-sharingu na terenie miast w Europie Zachodniej, z czego zainteresowanie wprowdzeniem tego pojazdu do floty wyraziły także firmy w Hongkongu i Brazylii.

### Upadłość i kontrowersje
Pomimo ambitnych planów związanych z rozpoczęciem produkcji i długofalowych założeń dotyczących dystrybucji w skali globalnej, w maju 2013 roku Hiriko ogłosiło, że znajduje się w poważnych kłopotach finansowych. Finansowanie, jakie zapewnił federalny rząd hiszpański wespół z regionalnym rządem baskijskim, skierowane były na fazę badawczo-rozwojową – środki na etap rozwoju komercyjnego firma musiała pozyskać już w sposób prywatny za pomocą inwestorów, co okazało się niemożliwe do realizacji. W efekcie, Hiriko w drugiej połowie 2013 roku ogłosiło upadkość, a firma była w stanie ostatecznie zbudować tylko jeden prototyp, nie kończąc budowy kolejnych dwóch.
Kolejne lata po niepowodzeniu projektu Hiriko przyniosły konflikt między zwolnionymi pracownikami domagającymi się wypłaty należnych pensji a właścicielami dawnej firmy. Ci ujawnili za to, że zbudowany w 2012 roku jeden egzemplarz Hiriko Fold był wykonany w prowizoryczny i niedbały sposób przy pomocy montażu niektórych części za pomocą kleju i rzepów. W 2015 roku inicjatorzy firmy Hiriko zostali objęci śledztwem prokuratorskim w związku z podejrzeniem o defraudację federalnych środków, które wypłacono na 2010 roku na rzecz rozwoju projektu.

## Modele samochodów

### Historyczne
- Fold (2012)